# Bernard Maciejowski
Bernard Maciejowski (1548 - Krakau, 19 januari 1608) was de 51e bisschop van Krakau, bisschop van Lutsk en aartsbisschop van Gniezno.

## Biografie
Bernard Maciejowski was een telg van het Poolse heraldische clan Ciołek. Hij studeerde aan de Weense Jezuïeten-college. Hij was tussen 1574 en 1582 Groot-vaandeldrager van de Koning. Maciejowski werd in 1579 benoemd tot starost van Bolesławiec.
Bernard Maciejowski was een van eerste katholieke voorstanders van de christelijke unificatie en was in 1594 namens de koning onderdeel van een voorbereidingscomité.
De bisschop schonk in 1608, tijdens een door Paus Clemens VIII georganiseerde diplomatieke missie, een 13e-eeuwse verluchte Franse bijbel aan Abbas I van Perzië. De bijbel wordt sindsdien de Maciejowski-bijbel genoemd.
Bernard Maciejowski werd naast zijn oom Samuel Maciejowski in de Wawelkathedraal begraven.

## Werken
- Pastoralna (1601)[7]

- Biblioteca Nacional de España: XX5575835
- Gemeinsame Normdatei: 119179709
- International Standard Name Identifier: 0000 0000 3068 5080
- Library of Congress Control Number: n93072399
- Nationale Bibliotheek van Tsjechië: mzk2016926371
- Réseau des bibliothèques de Suisse occidentale: 02-A009235283
- Istituto Centrale per il Catalogo Unico: BVEV023705
- Système universitaire de documentation: 27405048X
- Virtual International Authority File: 25406955
- WorldCat: E39PBJmtCRH8xpxmw6BW8qHpyd